# Arundinella villosa
Arundinella villosa là một loài thực vật có hoa trong họ Hòa thảo. Loài này được Arn. ex Steud. mô tả khoa học đầu tiên năm 1854.